# 太平洋美術会
一般社団法人太平洋美術会（たいへいようびじゅつかい）は、日本の美術団体。洋画・彫刻・版画・染織の各部がある。前身は「太平洋画会」である。

## 沿革
1889年に小山正太郎、浅井忠らによって結成された明治美術会は、白馬会の独立などで勢力が衰え、1901年に解散したが、ヨーロッパから帰国した同会の新進作家、吉田博、満谷国四郎、中川八郎、丸山晩霞、有吉秀太（永地秀太）　らを中心に、石川寅治、都鳥英喜、大下藤次郎、渡部審也　らが会務委員となり、明治美術会の後身として「太平洋画会」が結成された。
1902年1月、第1回展を上野公園5号館で開催する。第2回展は、小杉未醒、石井柏亭、高村真夫らが出品。第3回展（1904年5月1日-6月6日）は、フランス留学から1904年に帰国した鹿子木孟郎が出品、また浅井「グレーの近郊」、満谷「軍人の妻」、鹿子木「婦人肖像」、石井柏亭「草上之小憩」、新海「賄賂」など。第5回展には、フランス留学から1905年に帰国した中村不折が出品するに及んで、白馬会に対する洋画界の二大潮流を形成するに至った。
当初は、鹿子木や不折が師事したジャン・ポール・ローランスのアカデミックな画風で、白馬会系の外光表現と対照された。
1957年、「太平洋美術会」と改称。1975年には社団法人化した。

## 太平洋画会研究所
1904年、太平洋画会研究所を開設して、後進の育成も行った（1929年、「太平洋美術学校」と改称、初代校長は中村不折）。戦災を受けた後、1957年に再開し、現在は太平洋画会研究所として続いている。初期の生徒としては川上凉花・川村信雄・萬鐵五郎・三並花弟・松村巽など。そのほか、中村彝、中原悌二郎、堀進二、鶴田吾郎、大久保作次郎、足立源一郎、岡田穀、川端竜子、渡辺文子、宮崎与平、荻原守衛、戸張孤雁、埴原久和代、長沼智恵子、中川紀元、本田庄太郎、玉井力三らが学んだ。

## 会員
- 吉田博
- 丸山晩霞
- 中川八郎
- 浅賀正治
- 石井柏亭
- 中村不折
- 有吉秀太（永地秀太）

## 元幹部など
- 渡部審也